# Eugen Kvaternik
Eugen Kvaternik (ur. 31 października 1825 w Zagrzebiu, zm. 11 października 1871 w Rakovicy) – chorwacki polityk, prawnik, organizator i przywódca antyaustriackiego powstania w Rakovicy.

## Życiorys
Był synem historyka Romualda Josipa Kvaternika. Uczył się w gimnazjum w Zagrzebiu i Rijece. Studiował początkowo teologię w Senju i Zagrzebiu, a następnie prawo i pedagogikę w Peszcie. W 1848 roku uzyskał uprawnienia adwokackie. Zaangażował się w działalność chorwackiego ruchu narodowego w okresie Wiosny Ludów, m.in. uczestnicząc w delegacji chorwackiej do Wiednia i organizując ruch antywęgierski w Slawonii. Po zakończeniu Wiosny Ludów wykonywał zawód prawnika na prowincji. Z powodów politycznych przekonań popadł konflikt z władzami i zabroniono mu wykonywania zawodu. W 1857 roku wyjechał do Rosji, gdzie przedstawił koncepcję współpracy rosyjsko-chorwackiej i otrzymał rosyjskie obywatelstwo; przez krótki czas był nawet carskim agentem na Węgrzech. Rozczarowany jednak polityką rosyjską (faworyzującą prawosławie), zerwał z Rosją. W 1859 roku wyjechał do Paryża, licząc na zaangażowanie w sprawę chorwacką Francji i Piemontu, które rozpoczęły wojnę przeciwko Austrii. Wydał tam pracę nawołującą do wyzwolenia Chorwacji spod panowania austriackiego i powołania federacji włosko-chorwackiej (La Croatie et la confédération italienne). Przebywał także w Italii, gdzie nawiązał współpracę z włoskimi przeciwnikami Habsburgów.
Pod koniec 1860 roku Kvaternik powrócił do Chorwacji. W 1861 roku został deputowanym do chorwackiego saboru. Kvaternik (m.in. w swym wystąpieniu podczas obraz saboru 18 czerwca 1861 roku) domagał się wówczas zjednoczenia Chorwacji, uznania jej niepodległości, jednak przy pozostaniu pod berłem habsburskim (na zasadzie unii personalnej z Austrią, przy zachowaniu odmiennych praw, odrębnej polityki finansowej i nawet zagranicznej), dowodził przy tym braku praw Węgrów do Chorwacji. Większość uczestników saboru odrzucała ten program jako nierealny, uzyskał jednak wsparcie Ante Starčevicia, z którym założył Partię Prawa. W latach 1861–1862 Kvaternik wydał także dwa tomy swoich rozważań politycznych (Politička razmatranja na razkrižju hrvatskoga naroda). Głosił tam m.in. idee o charakterze antyserbskim, twierdząc m.in. iż na ziemiach chorwackich mieszka wyłącznie naród chorwacki, a Serbowie mieszkają jedynie w Serbii i Wojwodinie.
Z powodu wystąpień antyhabsburskich został uwięziony, a następnie musiał wyjechać z kraju. W 1863 roku udał się do Paryża, gdzie przedłożył Napoleonowi III memorandum, w którym podkreślał wspólnotę interesów francuskich i chorwackich i przedstawiał ideę utworzenia konfederacji niepodległych państw na gruzach Austrii. Rozczarowany brakiem efektów misji, w następnym roku wyjechał do Turynu, gdzie głosił wsparcie dla polskiego powstania styczniowego, kontaktował się także z węgierskimi emigrantami. Po upadku powstania rozpoczął współpracę z Giuseppem Garibaldim i planowanie powstania antyaustriackiego w chorwackich regionach Liki i Dalmacji, które mieli wspomóc włoscy przeciwnicy Habsburgów. W 1865 roku zezwolono mu na powrót do Chorwacji, jednak już wkrótce musiał ponownie z niej wyjechać – dopiero w 1867 roku został objęty amnestią w związku z koronacją Franciszka Józefa I i wrócił do Chorwacji na stałe. Podjął praktykę prawniczą i założył tygodnik Hervatska, który prezentował poglądy Partii Prawa.

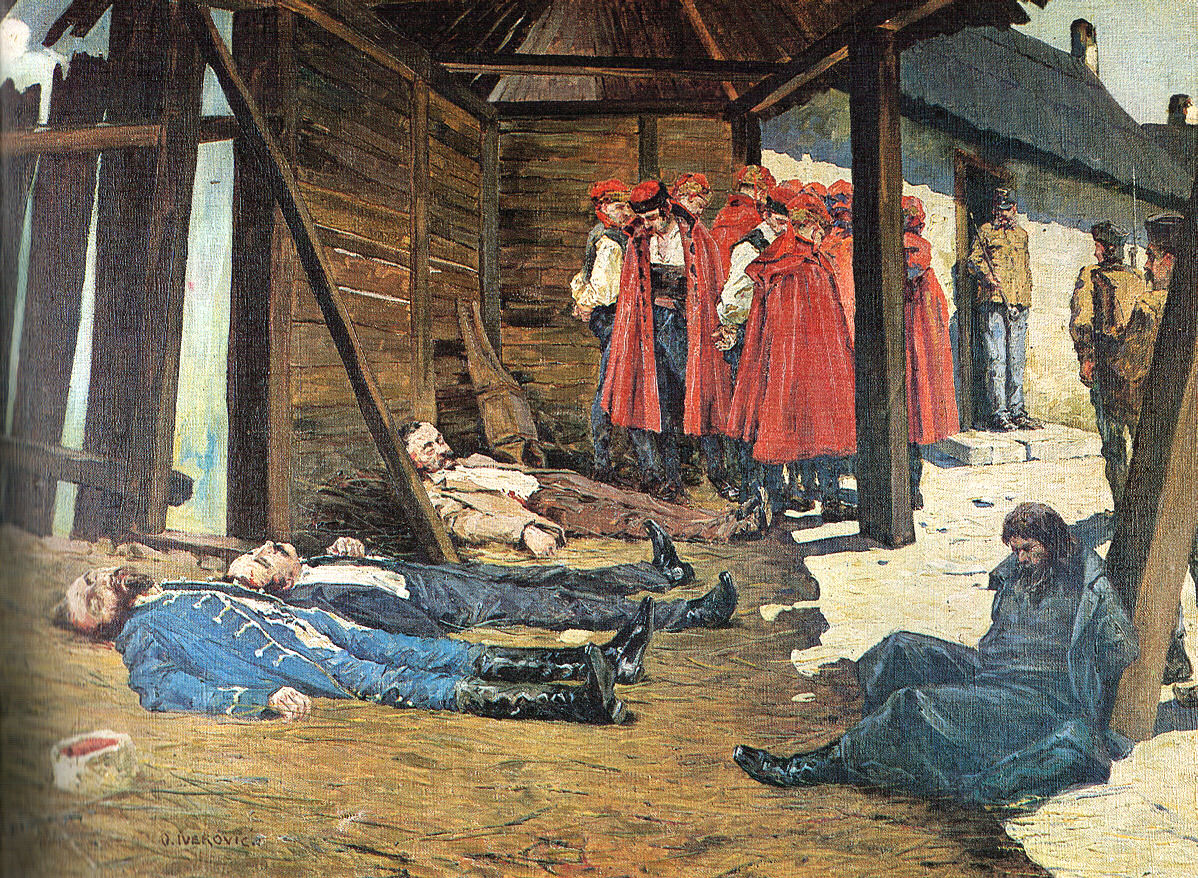
Śmierć Eugena Kvaternika, obraz Otona Ivekovicia

Zwalczany przez władze i rozczarowany brakiem możliwości realizacji swoich idei (m.in. brakiem powodzenia w wyborach), pogrążył się w religijnym mistycyzmie. Uważał się za wybranego przez Boga, aby poprowadzić Chorwatów do niepodległości. 8 października 1871 roku wzniecił antyaustriackie powstanie w Rakovicy, na terenie Pogranicza Wojskowego. Jego celem było utworzenie niepodległej Chorwacji. Już po kilku dniach powstańcy zostali pokonani przez wojska rządowe, a Kvaternik ze swymi dwoma najbliższymi współpracownikami został rozstrzelany.
Postać Kvaternika, z uwagi na jego tragiczną śmierć, stała się dla Partii Prawa symbolem walki o niepodległość. Wykorzystali ją też komuniści jako symbol bezkompromisowej walki w słusznym celu. W 1921 roku jego szczątki zostały przeniesione do zagrzebskiej katedry.